# Sanda prästgårdsmiljö

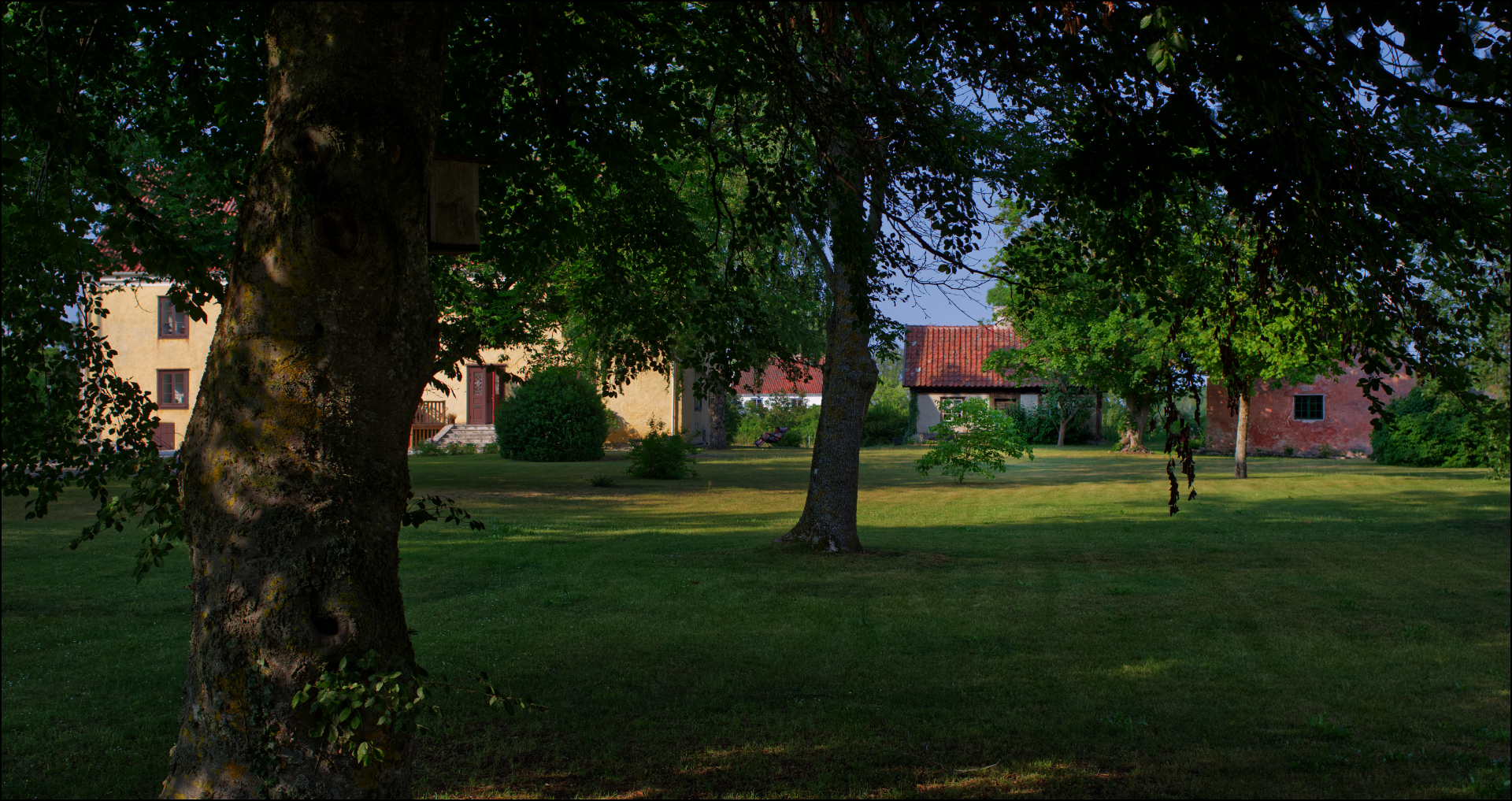

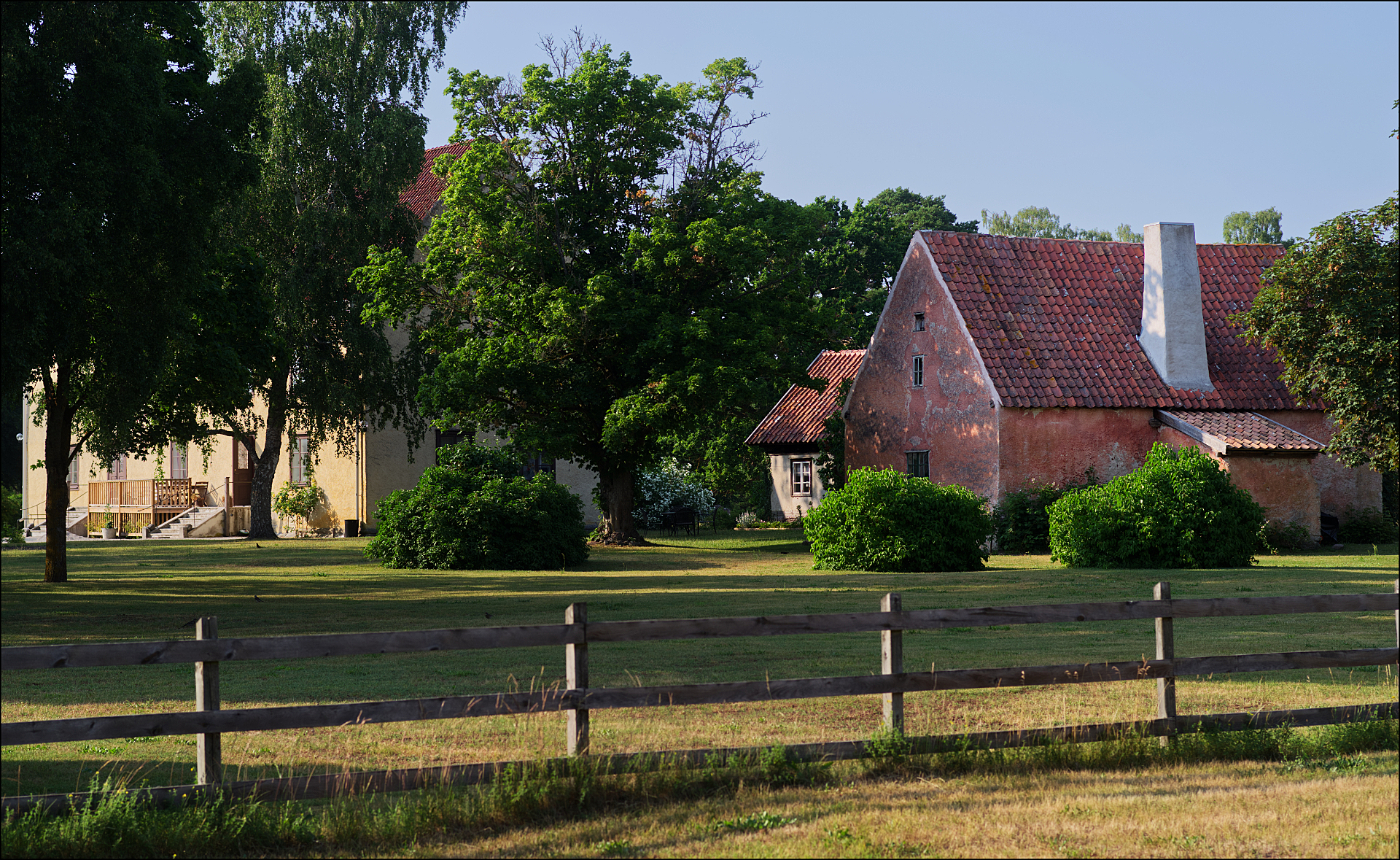

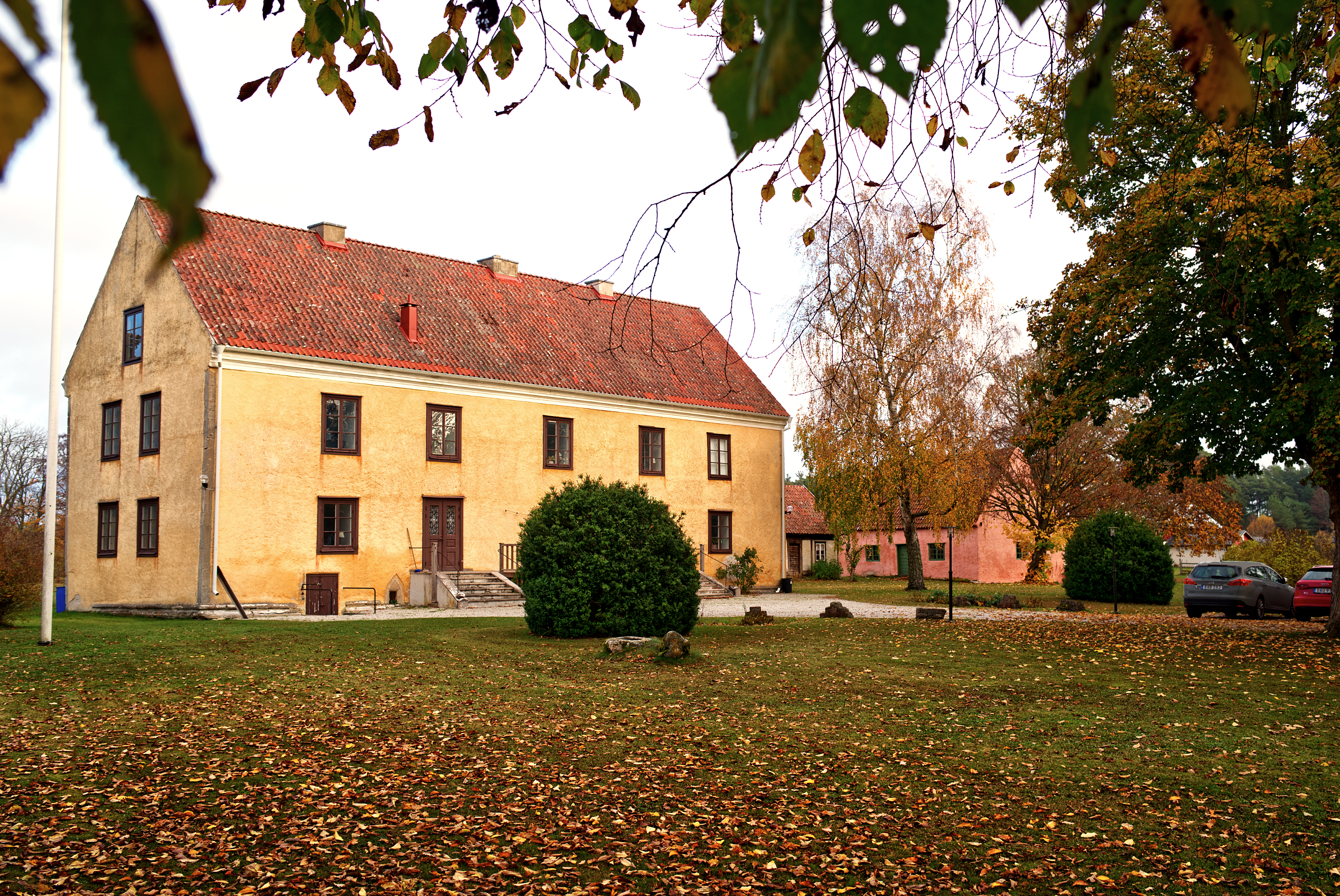

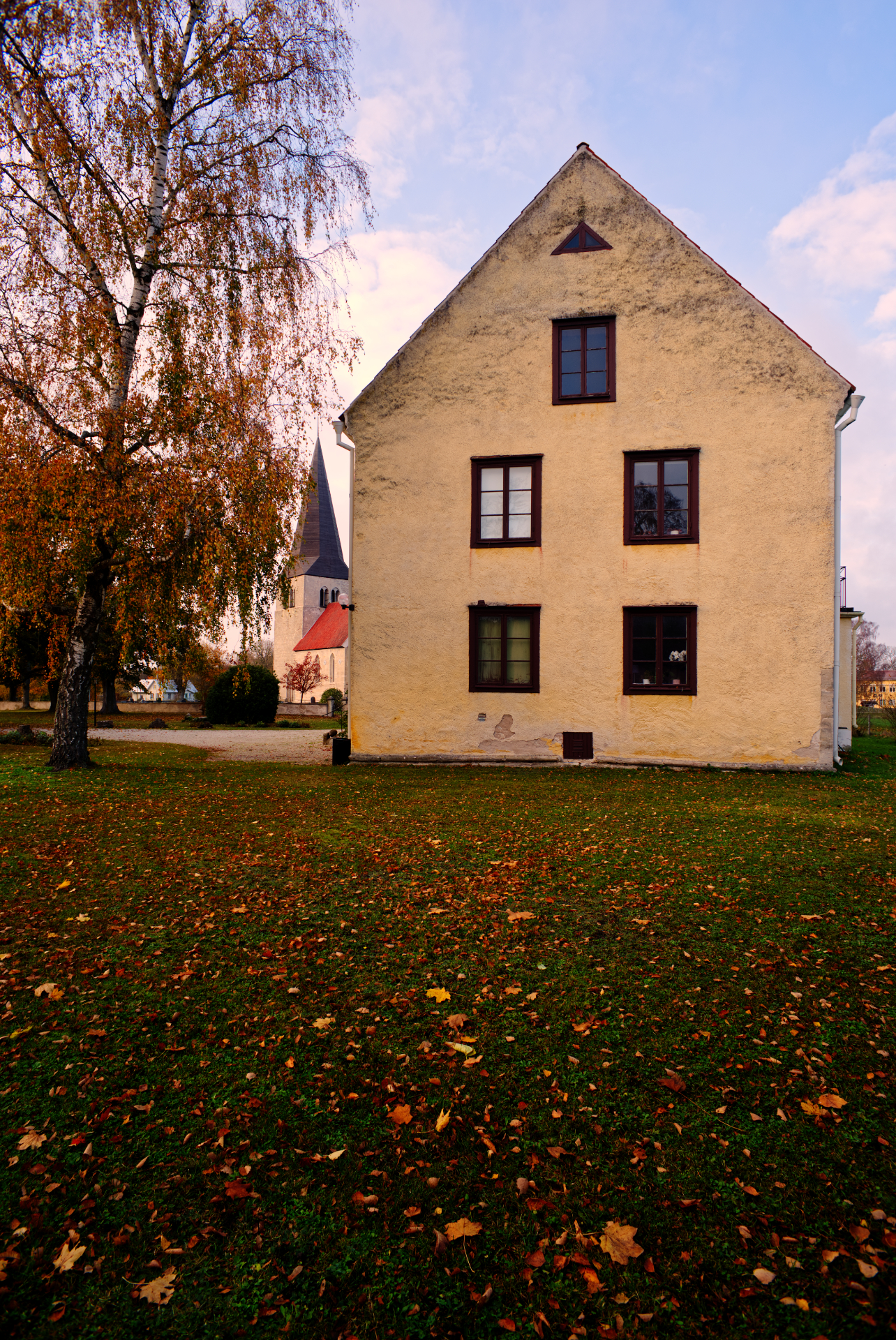

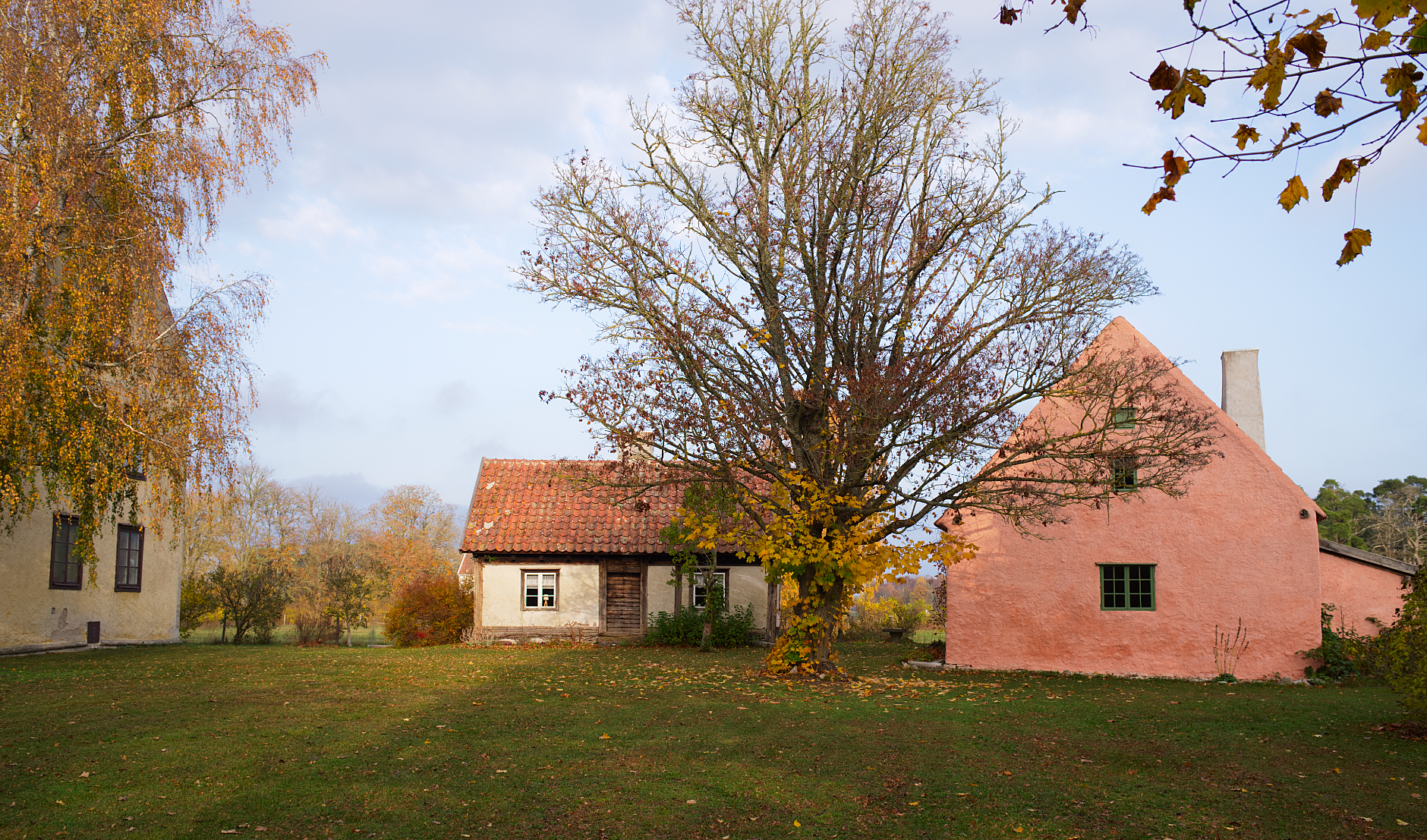

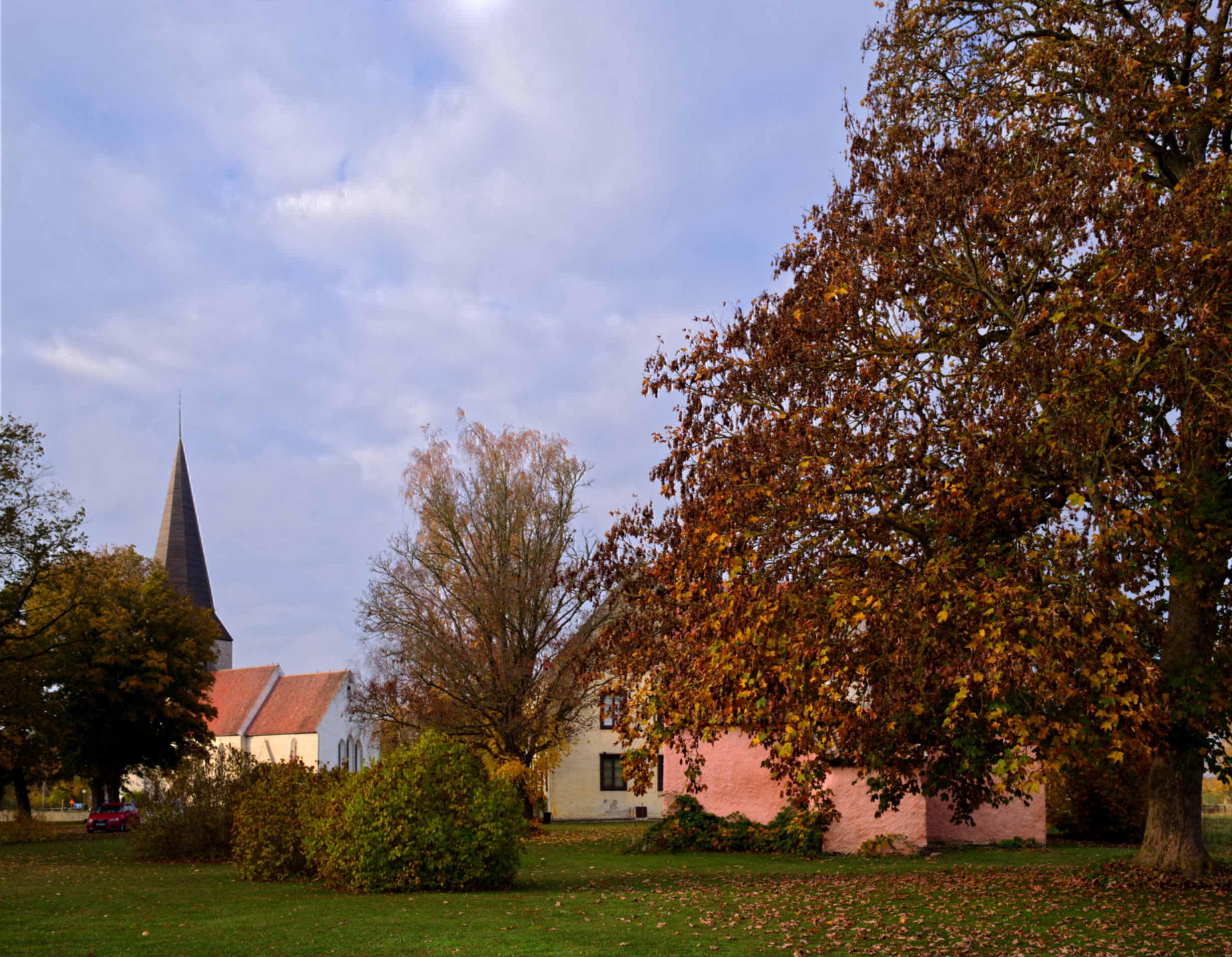

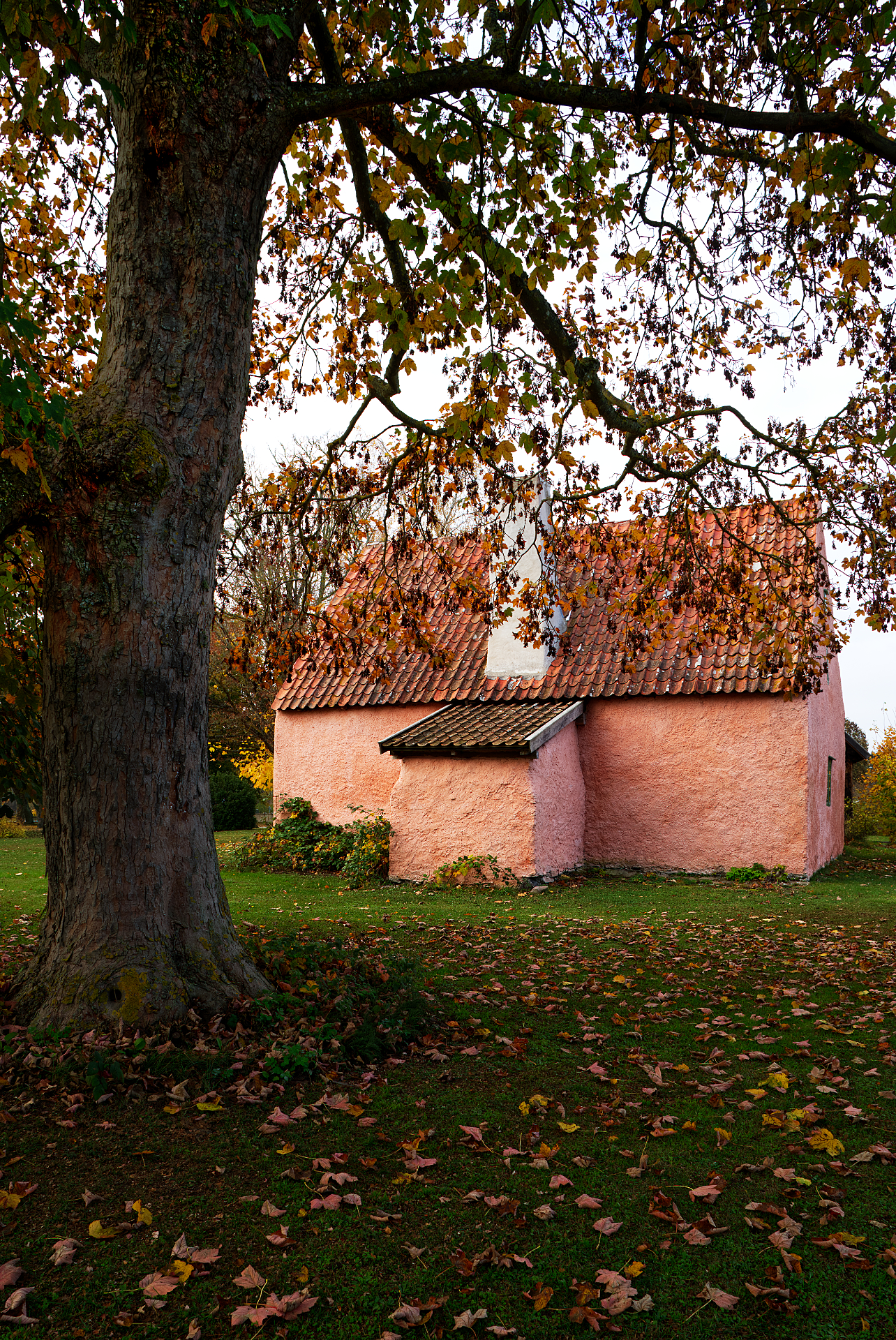

Sanda prästgårdsmiljö är ett byggnadsminne i Sanda socken på Gotland som omfattar prästgården till Sanda kyrka med kringmiljö. Den ligger en halvmil in från socknens strand mot Östersjön. Byggnaderna omges av en parkliknande trädgård med stora träd. 4 juli 1997 beslutade länsstyrelsen att utse prästgårdsmiljön till byggnadsminne.
Prästgårdsbyggnadens norra del stammar från 1200-talet. I källaren, bottenvåningen och delar av andra våningen finns stora medeltida partier kvar. Under 1700-talet byggdes huset om. 1860 förlängdes det mot söder. Nu ser det ut som en typisk gotländsk mangårdsbyggnad med kalkputsade fasader och sadeltak utan taksprång på gavlarna. Det används till församlingsexpedition och bostäder.
Drängstugan är från 1700-talet. Enligt Riksantikvarieämbetets uppgifter är den ett delvis reveterat bulhus, det vill säga ett skiftesverkshus där man ser ramverket medan de liggande bulorna (planken) försetts med kalkputs.
Brygghuset i kalksten, den rosa byggnaden i bilderna, byggdes på 1600-talet. Det noterades i ett syneprotokoll 1749. Det innehåller kölna i vilken man mältade korn. Av malten bryggdes öl, dricku på gutamål. Bakugnen är så stor att den sticker ut på husets baksida, under skorstenen.